# Lizard (musikalbum)
Lizard är ett musikalbum av den progressiva rockgruppen King Crimson som släpptes 1970. Det är den enda skivan med King Crimson med en line-up som aldrig fick möjligheten av spela live. Detta albumet var även det enda med Gordon Haskell som sångare och basist, och Andy McCulloch som trummis.

## Låtlista
Samtliga låtar skrevs av Robert Fripp och Peter Sinfield.
1. "Cirkus" - 6:27
  1. "Entry of the Chameleons"
2. "Indoor Games" - 5:37
3. "Happy Family" - 4:22
4. "Lady of the Dancing Water" - 2:47
5. "Lizard" - 23:15
  1. "Prince Rupert Awakes"
  2. "Bolero: The Peacock's Tale"
  3. "The Battle of Glass Tears"
    1. "Dawn Song"
    2. "Last Skirmish"
    3. "Prince Rupert's Lament"

  4. "Big Top"